# Uyuni Airport
Uyuni Airport är en flygplats i Bolivia.   Den ligger i departementet Potosí, i den sydvästra delen av landet, 230 km sydväst om huvudstaden Sucre. Uyuni Airport ligger 3 672 meter över havet.
Terrängen runt Uyuni Airport är platt åt nordväst, men åt sydost är den kuperad. Närmaste större samhälle är Uyuni, 2,1 km sydost om Uyuni Airport. 
Omgivningarna runt Uyuni Airport är i huvudsak ett öppet busklandskap. Runt Uyuni Airport är det mycket glesbefolkat, med 2 invånare per kvadratkilometer.